# أنطون إيرف
أنطون إيرف (بالإستونية: Anton Irv)‏ هو عسكري إستوني، ولد في 17 سبتمبر 1886 في مقاطعة فيلياندي في إستونيا، وتوفي في 27 أبريل 1919 في سترنتشي في لاتفيا.